# Ben Smith (Eishockeyspieler)
Benjamin Alexander „Ben“ Smith (* 11. Juli 1988 in Winston-Salem, North Carolina) ist ein US-amerikanischer Eishockeyspieler, der zuletzt bis zum Ende der Saison 2024/25 beim EHC Red Bull München aus der Deutschen Eishockey Liga (DEL) unter Vertrag gestanden und dort auf der Position des rechten Flügelstürmers gespielt hat. Zuvor war Smith unter anderem für die Chicago Blackhawks, San Jose Sharks, Toronto Maple Leafs und Colorado Avalanche in der National Hockey League (NHL) aktiv. Mit den Blackhawks gewann er im Jahr 2013 den Stanley Cup.

## Karriere

### Jugend

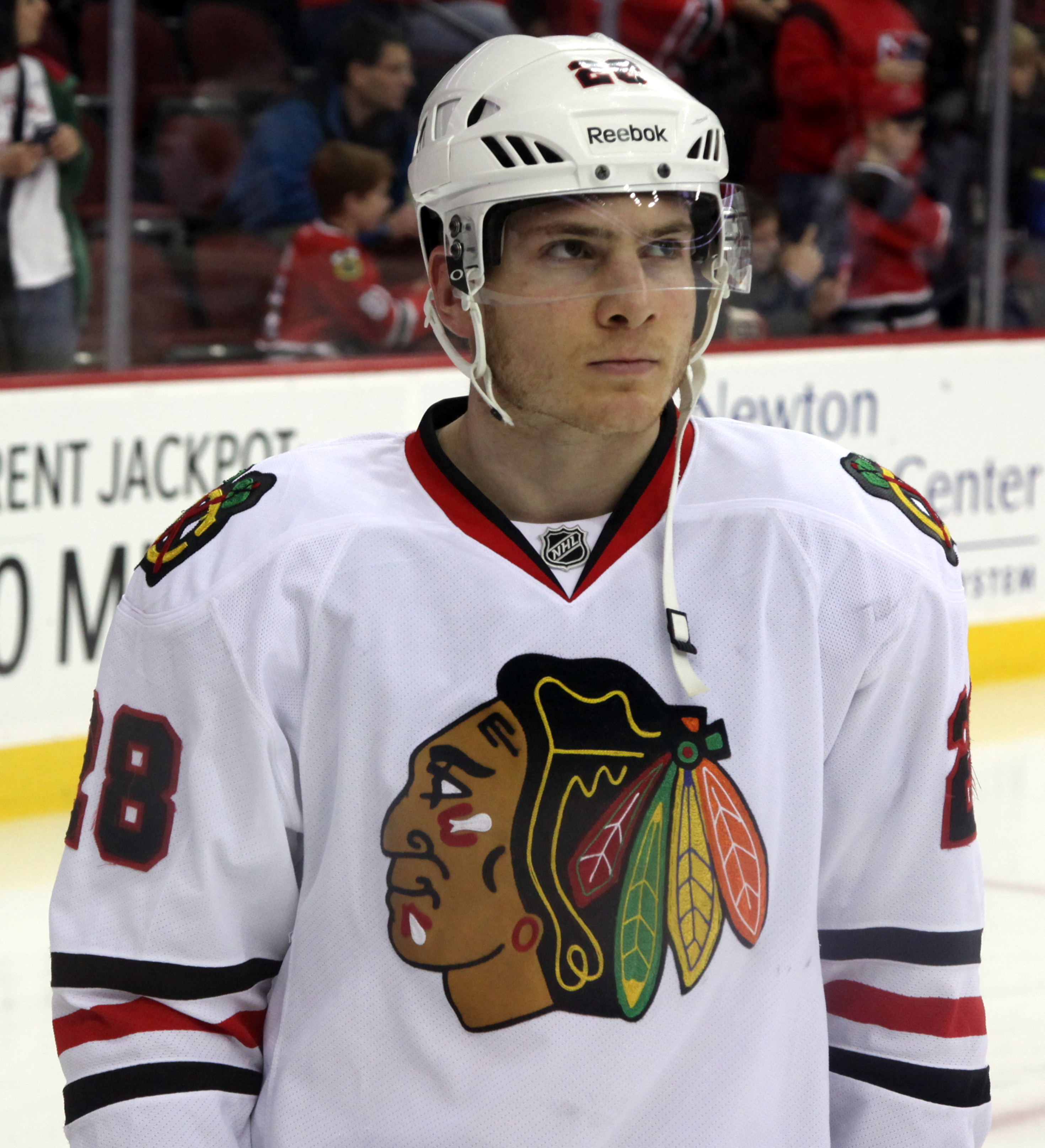
Smith im Trikot der Chicago Blackhawks (2014)

Ben Smith wurde in Winston-Salem geboren, wuchs allerdings in Avon im Bundesstaat Connecticut auf. Mit dem Eishockeyspielen begann Smith jedoch im ca. 175 entfernten Boston bei den Boston Junior Bruins und den Boston Little Bruins. Ab Sommer 2006 besuchte er dann das Boston College und spielte parallel für deren Eishockeyteam, die Eagles, in der Hockey East, einer Collegesport-Division im Spielbetrieb der National Collegiate Athletic Association (NCAA). Bereits im Freshman-Jahr führte er das Team mit 18 Punkten in 42 Spielen an und wurde deshalb in das All-Academic Team der Liga gewählt sowie mit dem Bernie Burke Outstanding Freshman Award geehrt, der dem besten Spieler des ersten Collegejahres verliehen wird. Im nächsten Jahr, das er auf dem Eis neben Nathan Gerbe verbrachte, gelangen ihm als Center der ersten Reihe 50 Punkte in 44 Spielen, wodurch er erneut ins All-Academic Team berufen wurde. Darüber hinaus stand am Ende der Saison der Gewinn der Meisterschaft der National Collegiate Athletic Association (NCAA), zu deren Endrunde sich Boston durch die Platzierung in der Hockey East qualifizierte. Im Finale besiegte das Team die University of Notre Dame mit 4:1; Smith gelangen dabei ein Tor und eine Vorlage.
Auf die Spielzeit 2007/08 folgte der NHL Entry Draft 2008, bei dem er von den Chicago Blackhawks an 169. Position ausgewählt wurde. Vorerst verblieb er jedoch bei seinem Collegeteam. Die folgende Spielzeit 2008/09 verlief sowohl mannschaftlich als auch persönlich eher enttäuschend. Erst in seinem Senior-Jahr steigerte sich Smith erneut und erzielte 37 Punkte in 42 Spielen, in denen er die Mannschaft als Assistenzkapitän anführte. Außerdem gewann die Mannschaft erneut die Meisterschaft der NCAA; im Finale bezwang sie die University of Wisconsin–Madison mit 5:0. Smith wurde im Zuge dessen als Frozen Four Most Outstanding Player ausgezeichnet, mit der Trophäe, die beim Titelgewinn zwei Jahre zuvor noch Teamkollege Nathan Gerbe erhalten hatte. Darüber hinaus erhielt er nach seiner letzten Saison in Boston den Len Ceglarski Award für herausragenden Sportsgeist, der nach einer Wahl unter allen Cheftrainern der Hockey East vergeben wird.

### Chicago Blackhawks
Im Anschluss an seine Collegezeit wurde er im Frühling 2010 von den Rockford IceHogs, dem Farmteam der Blackhawks, unter Vertrag genommen und absolvierte noch drei Spiele in den Play-offs, in denen ihm ein Tor gelang. Direkt zu Beginn der neuen Saison, im Oktober 2010, wurde Smith erstmals in den NHL-Kader berufen und gab am 29. Oktober im Spiel gegen die Edmonton Oilers sein NHL-Debüt. Im Saisonverlauf kam er noch zu zwölf weiteren NHL-Einsätzen, spielte jedoch in erster Linie für die IceHogs, wobei er 31 Punkte in 62 Spielen verbuchte und am Ende der Saison den Rockford’s Rookie of the Year Award als bester Rookie des Jahres erhielt.
Auch in der folgenden Spielzeit 2011/12 wechselte Smith regelmäßig zwischen NHL und AHL, wobei er erneut auf 13 Spiele für die Blackhawks kam. Bei den Icehogs steigerte er seine Quote allerdings deutlich, da er ebenfalls 31 Punkte erzielte, dafür aber nur 38 Spiele im Gegensatz zu 63 aus der letzten Saison brauchte. Nach diesen 38 Spielen musste er aufgrund einer Hüftoperation bis zum Saisonende aussetzen.
Nachdem er im Juni 2012 seinen Vertrag in Rockford um zwei Jahre verlängert hatte verbrachte er nahezu die gesamte Spielzeit 2012/13 in der AHL; nur zwei Einsätze standen am Ende für die Blackhawks zu Buche. Eines davon war jedoch ein Spiel des Stanley-Cup-Finales 2013, das die Blackhawks insgesamt mit 4:2 gegen die Boston Bruins gewannen, wodurch auch Smiths Name auf den prestigeträchtigen Pokal graviert wurde. Mit Beginn der Saison 2013/14 konnte sich Smith einen Stammplatz im NHL-Kader der Blackhawks sichern.

### San Jose, Toronto und Colorado

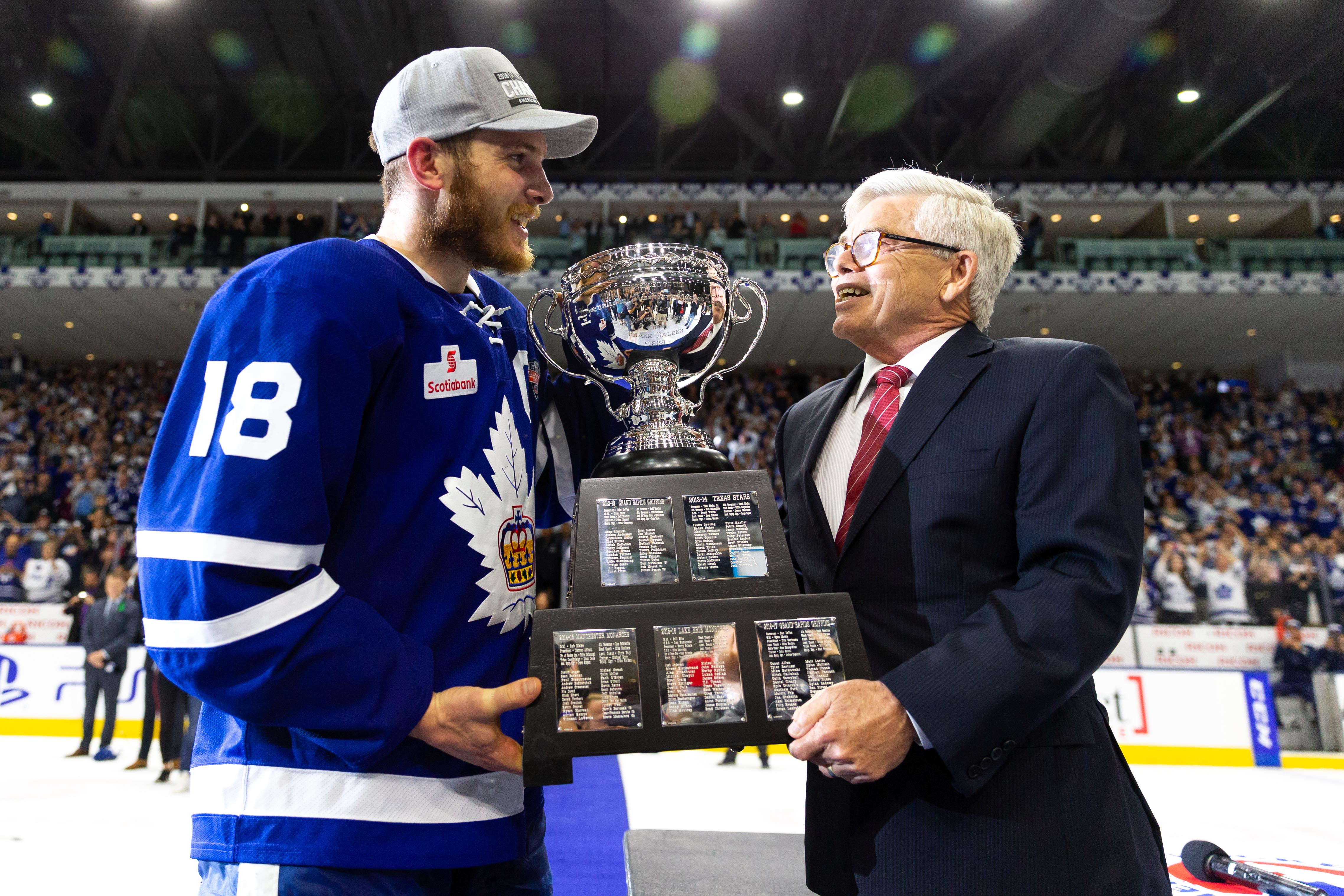
Ben Smith mit dem Calder Cup (2018)

Nach 135 NHL-Einsätzen für die Blackhawks wechselte Smith im März 2015 zu den San Jose Sharks, die im Gegenzug Andrew Desjardins nach Chicago transferierten. Nach Ende der regulären Saison vertrat er sein Heimatland erstmals auf internationalem Niveau und gewann so bei der Weltmeisterschaft 2015 die Bronzemedaille. In zehn Turniereinsätzen steuerte er zwei Tore zum Medaillengewinn bei.
Im Februar 2016 wurde Smith samt Alex Stalock und einem erfolgsabhängigen Viertrunden-Wahlrecht für den NHL Entry Draft 2018 an die Toronto Maple Leafs abgegeben. Im Gegenzug wechselten Torhüter James Reimer und Jeremy Morin zu den Sharks. Bei den Maple Leafs beendete Smith die Saison 2015/16, erhielt jedoch keinen darüber hinausgehenden Vertrag. In der Folge schloss er sich im August 2016 als Free Agent der Colorado Avalanche an. Für die Avalanche bestritt Smith vier Spiele, ehe er Ende Oktober 2016 über den Waiver in die AHL geschickt werden sollte. Dabei sicherten sich die Toronto Maple Leafs wieder seine Dienste. Im Spieljahr 2017/18 führte er die Toronto Marlies, das Farmteam der Maple Leafs, als Kapitän zum Gewinn der Meisterschaft in der AHL und somit zum Calder Cup.

### Wechsel nach Deutschland

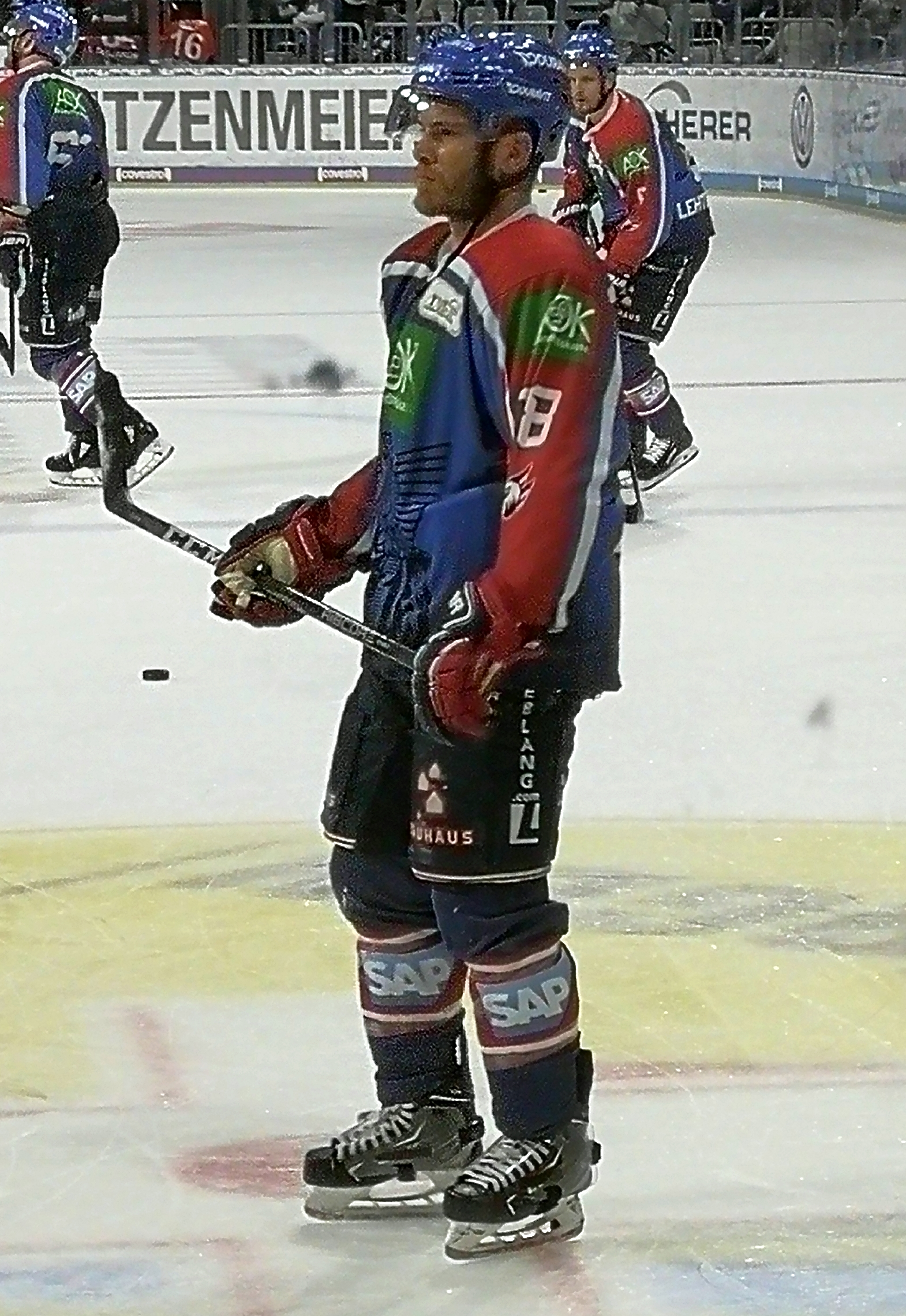
Smith im Trikot der Adler Mannheim (2019)

Im Juni 2018 wurde Smith von den Adler Mannheim aus der Deutschen Eishockey Liga (DEL) unter Vertrag genommen. Mit den Adlern gewann er im Jahr 2019 die Deutsche Meisterschaft und absolvierte bis zum Ende der Spielzeit 2020/21 insgesamt 157 DEL-Spiele, in denen er 52 Tore sowie 75 Assists erzielte. Zwischenzeitlich bestritt er zum Beginn der Spielzeit 2020/21 auf Leihbasis auch zehn Spiele für Rögle BK aus der Svenska Hockeyligan (SHL). Mitte Mai 2021 wurde Smith vom Ligakonkurrenten EHC Red Bull München verpflichtet, mit dem er in der Saison 2021/22 auf Anhieb Vizemeister wurde und im Jahr darauf zum zweiten Mal Deutscher Meister wurde. Nach der Spielzeit 2024/25 erhielt der US-Amerikaner keinen neuen Vertrag.

## Erfolge und Auszeichnungen
| - 2007 Bernie Burke Outstanding Freshman Award - 2007 Hockey East All-Academic Team - 2008 Hockey East All-Academic Team - 2010 Frozen Four Most Outstanding Player - 2010 Len Ceglarski Award - 2013 Stanley-Cup-Gewinn mit den Chicago Blackhawks | - 2018 AHL Second All-Star Team - 2018 Calder-Cup-Gewinn mit den Toronto Marlies - 2019 Deutscher Meister mit den Adler Mannheim - 2022 Deutscher Vizemeister mit dem EHC Red Bull München - 2023 Deutscher Meister mit dem EHC Red Bull München |

### International
- 2015 Bronzemedaille bei der Weltmeisterschaft

## Karrierestatistik
Stand: Ende der Saison 2024/25

### International
Vertrat die USA bei:
- Weltmeisterschaft 2015

(Legende zur Spielerstatistik: Sp oder GP = absolvierte Spiele; T oder G = erzielte Tore; V oder A = erzielte Assists; Pkt oder Pts = erzielte Scorerpunkte; SM oder PIM = erhaltene Strafminuten; +/− = Plus/Minus-Bilanz; PP = erzielte Überzahltore; SH = erzielte Unterzahltore; GW = erzielte Siegtore; 1 Play-downs/Relegation; Kursiv: Statistik nicht vollständig)